# Androcymbium bellum
Androcymbium bellum är en tidlöseväxtart som beskrevs av Rudolf Schlechter och Kurt Krause. Androcymbium bellum ingår i släktet Androcymbium och familjen tidlöseväxter. Inga underarter finns listade i Catalogue of Life.